# Playa

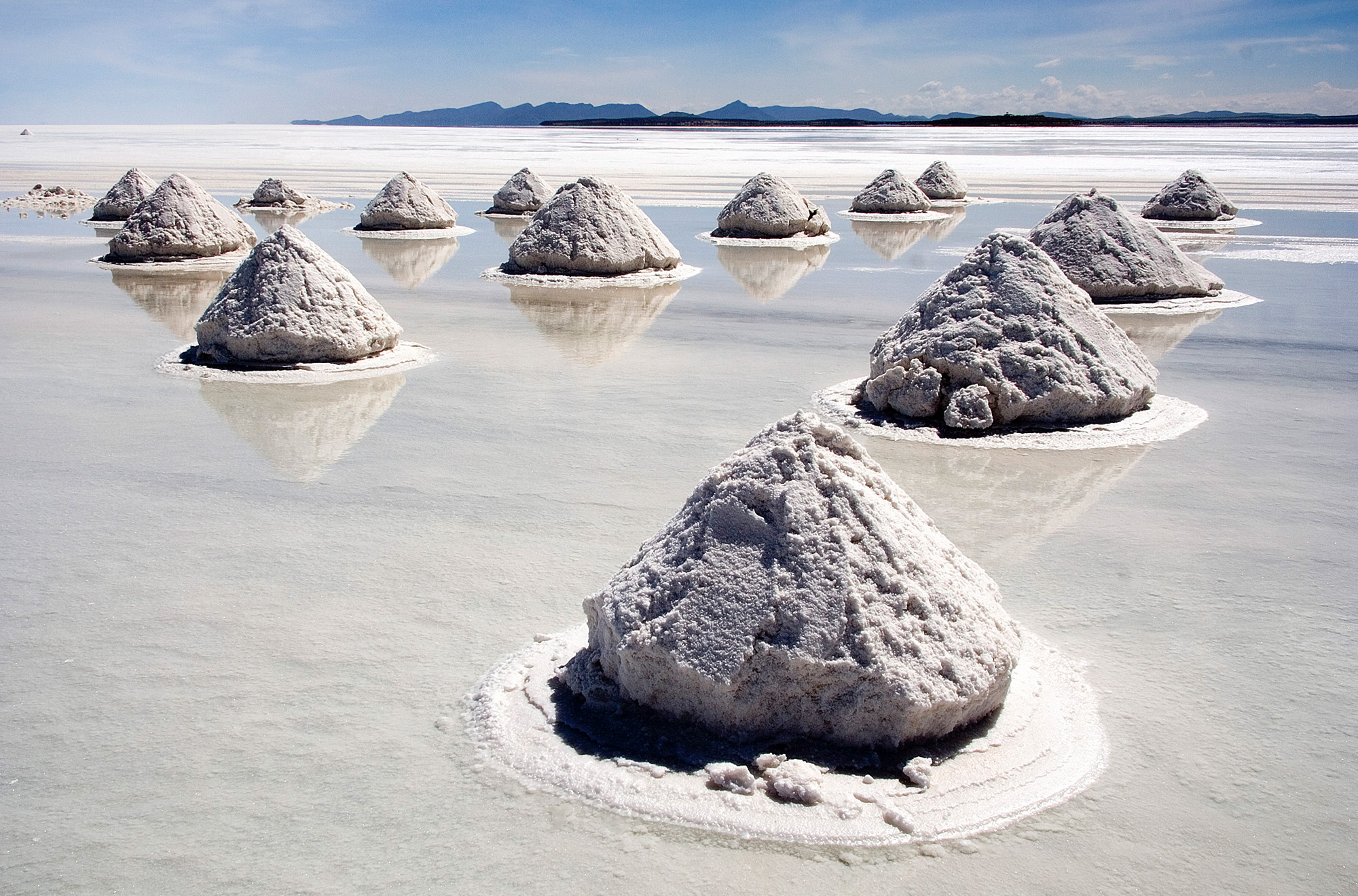
Hladina jezera, na které je vysrážená sůl, jezero v Bolívii.

Playa či někdy playas je druh solné pláně, bezodtoké deprese, ve které dochází k odpařování přitékající vody a pomalému vysrážení rozpuštěných solí, což má za následek zvyšování salinity jezera a vznik solných těles a krusty souhrnně označovaných jako evapority.
Jsou typické pro teplé, často bezodtoké, aridní oblasti (pouště, polopouště) a to převážně v oblastech okolo obratníků.

## Příklady
- Salar de Uyuni